# Thermocyclops dumonti
Thermocyclops dumonti is een eenoogkreeftjessoort uit de familie van de Cyclopidae. De wetenschappelijke naam van de soort is voor het eerst geldig gepubliceerd in 2003 door Baribwegure & Mirabdullayev.